# Sten Lagergren
Sten Gustafsson Lagergren, född 23 maj 1900 i Adolf Fredriks församling, Stockholm, död 25 maj 1973 i Oscars församling. Stockholm, var en svensk neurolog och psykiater.
Efter studentexamen 1918 blev Lagergren medicine kandidat i Stockholm 1922, medicine licentiat 1928, medicine doktor 1939 och var docent i neurologi vid Karolinska institutet 1939–1967. Han innehade olika läkarförordnanden 1929–1941, blev förste underläkare vid Beckomberga sjukhus 1941, överläkare vid rättspsykiatriska avdelningen på Mariebergs sjukhus i Kristinehamn 1954, förste läkare vid Håga sjukhus vid Södertälje 1955, förste läkare vid sinnessjukavdelningen på Långholmens centralfängelse 1956 (varifrån han var tjänstledig), t.f. förste läkare vid Håga sjukhus 1956 samt var överläkare vid och chef för Västra Marks sjukhus i Örebro 1962–1965.
Lagergren författade bland annat avhandlingen Studien ueber den spinalen Block mittels optischer Registrierung und mit besonderer Berücksichtigung der respiratorischen Druckschwankungen (1937) och tilldelades Lennmalms pris 1939.